# Inconus brunnior
Inconus brunnior är en mångfotingart som beskrevs av Chamberlin 1941. Inconus brunnior ingår i släktet Inconus och familjen Chelodesmidae. Inga underarter finns listade i Catalogue of Life.